# 資治通鑑後編
《资治通鑑后编》，康熙年間，徐乾學取明代陳桱的《通鑑續編》和王宗沐、薛應旂兩家的《宋元資治通鑑》，並邀請正在修纂《大清一統志》的萬斯同、顧祖禹、閻若璩、胡渭等纂成《資治通鑑後編》一百八十四卷。起宋太祖建隆至元顺帝至正二十七年，書中史論以“臣乾學曰”褒貶人物、史事。《四库全书总目》評：“而若璩诸人，复长于地理之学，故所载舆地尤为精核，视陈泾、王宗休、薛应旂三书过之远矣。”
後來畢沅鑑於此書多舛誤，另著《續資治通鑑》一書。